# Ładysław Buczyński

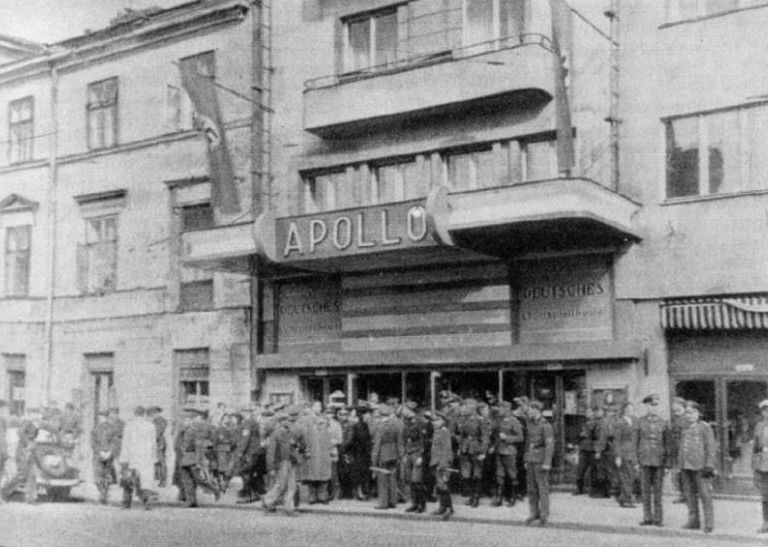
Kino Apollo, dawne kino Napoleon, na placu Trzech Krzyży, miejsce śmierci Ładysława Buczyńskiego

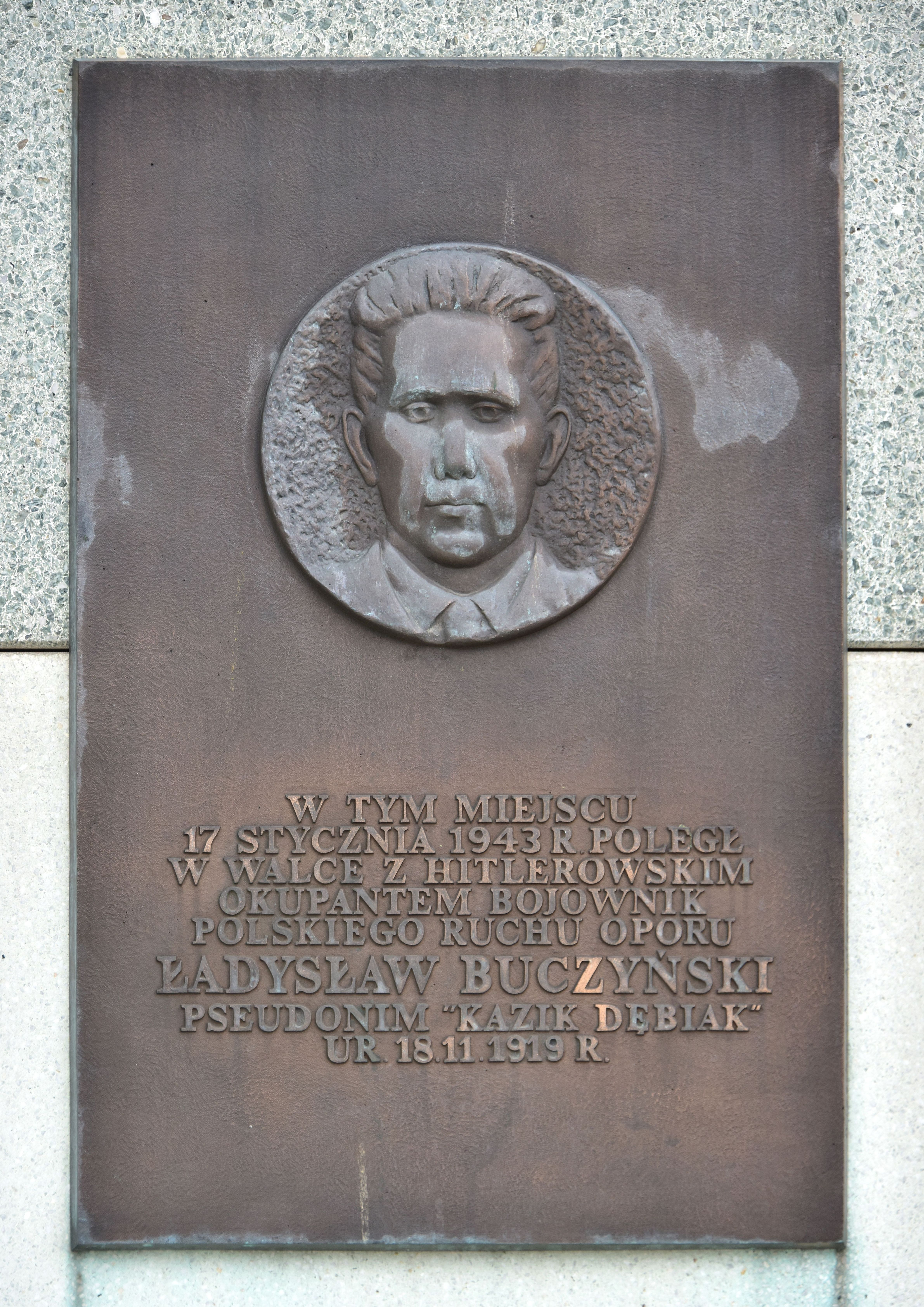
Tablica pamiątkowa na hotelu Sheraton

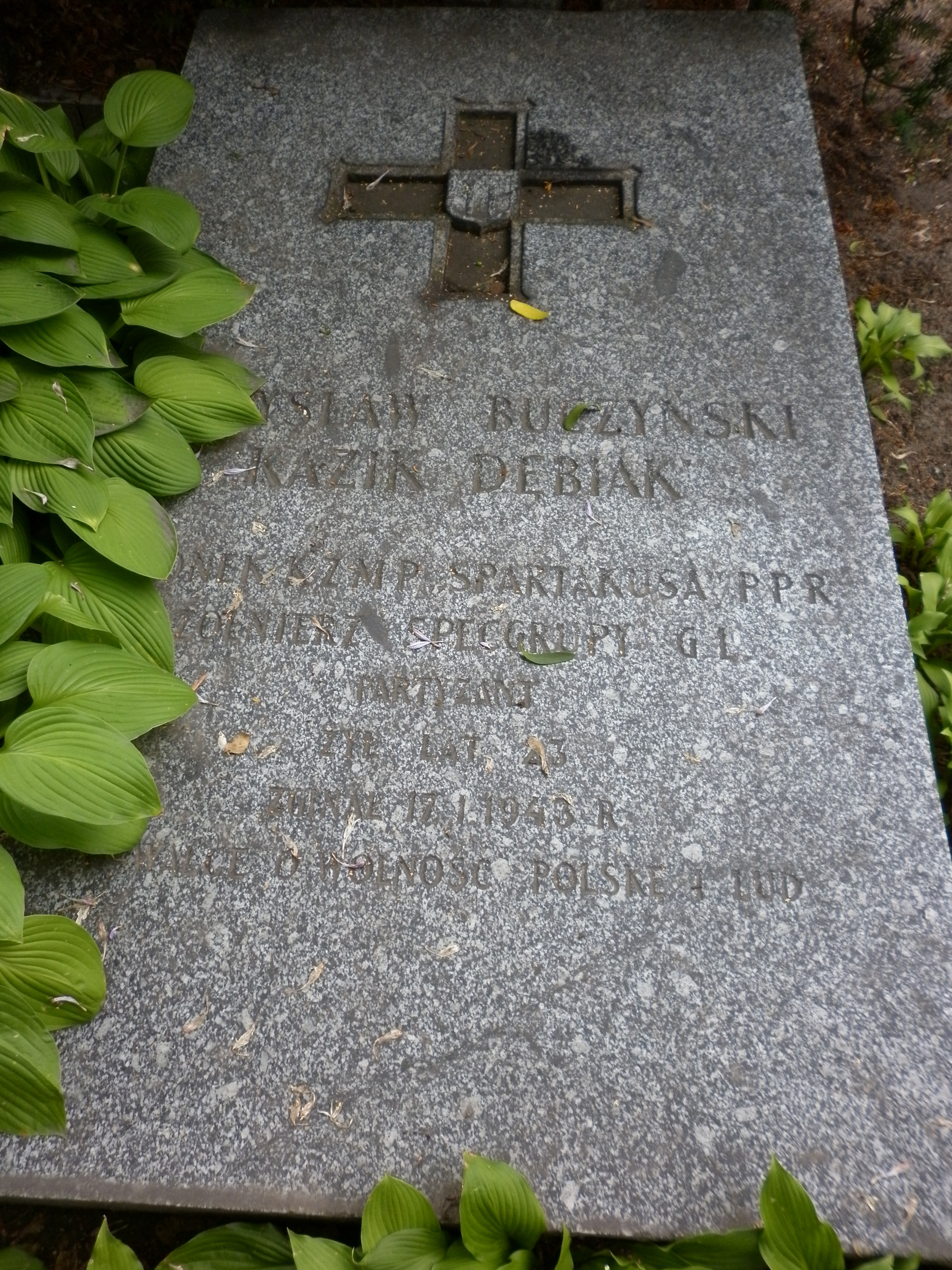
Grób na cmentarzu Wojskowym na Powązkach

Ładysław Buczyński pseud. Kazik Dębiak (ur. 18 listopada 1919 w Sewastopolu, zm. 17 stycznia 1943 w Warszawie) – działacz socjalistyczny i komunistyczny, publicysta, dowódca oddziału partyzanckiego Gwardii Ludowej (GL).

## Życiorys
Urodził się w Sewastopolu w rodzinie wywodzącej się z Podlasia. Wraz z rodziną wrócił do Polski w 1922 i zamieszkał w Warszawie. Podczas nauki w Gimnazjum im. T. Reytana w 1935 wstąpił do Rewolucyjnego Związku Niezamożnej Młodzieży Szkolnej. W 1937 został członkiem, i w tym samym roku przywódcą Organizacji Młodzieży Socjalistycznej „Spartakus”. Redagował jego pismo „Strzały"; w kolejnych numerach tego pisma podpisywał się pseudonimem „Kazik Dębiak”. 
W 1939 ukończył Gimnazjum im. T. Reytana. We wrześniu 1939 działał w Robotniczym Komitecie Pomocy Społecznej i brał udział w organizowaniu Robotniczych batalionów Obrony Warszawy. Od października 1939 współredagował konspiracyjne pismo „Wolność”. Pod koniec października 1939 reaktywowano OMS „Spartakus” i wznowiono wydawanie „Strzał”. W lutym 1941 OMS „Spartakus” ponownie została rozwiązana; powodem były zarzuty starych działaczy komunistycznych, zdaniem których utworzenie „Spartakusa” było złamaniem uchwały Kominternu z 1938 o zakazie organizowania ruchu komunistycznego w Polsce. 
W 1941 był członkiem Egzekutywy Centralnej Związku Walki Wyzwoleńczej (ZWW). Pod koniec 1941 utworzył w powiecie Biała Podlaska liczący około 20 osób oddział partyzancki złożony ze zbiegłych jeńców sowieckich i miejscowej młodzieży. Oddział ten zorganizował kilka udanych zasadzek na patrole żandarmerii i Wehrmachtu i wykoleił dwa pociągi. 
Latem 1942 Buczyński wstąpił do PPR i GL i podporządkował tym organizacjom swój oddział. W październiku 1942 został przeniesiony do Warszawy, do tworzonej wówczas grupy specjalnej Sztabu Głównego GL jako zastępca dowódcy. 
Zginął 17 stycznia 1943 podczas próby podłożenia bomby w przeznaczonym dla Niemców kinie Apollo (dawniej Napoleon) w Warszawie przy placu Trzech Krzyży. Osaczony przez żandarmów, bronił się do przedostatniego naboju, a ostatnim zastrzelił się.
Jego pseudonimem nazwano polsko-gruziński oddział GL utworzony w końcu lipca 1943 w rejonie Mińska Mazowieckiego dowodzony przez Alfreda Ryngiera „Janusza”.
Pośmiertnie awansowany do stopnia podpułkownika i odznaczony Orderem Krzyża Grunwaldu III klasy.
Został pochowany na cmentarzu Wojskowym na Powązkach w Warszawie (kwatera 6C ZWM-2-8).

## Upamiętnienie
Po wojnie na skwerze urządzonym w miejscu budynku, w którym znajdowało się kino „Apollo”, ustawiono kamień z tablicę pamiątkową. Na tablicy umieszczono napis o treści:

Tu 17.I.1943 r. w walce z hitlerowskim okupantem poległ Ładysław Buczyński „Kazik Dębiak”, bojownik „Gwardii Ludowej”, wybitny działacz rewolucyjnego ruchu młodzieży. Związek Młodzieży Socjalistycznej, kwiecień 1960 r..

Kamień usunięto w 1994 w związku z budową w tym miejscu hotelu Sheraton. W 1998 na fasadzie hotelu odsłonięto tablicę upamiętniającą Ładysława Buczyńskiego, na której określenie „bojownik Gwardii Ludowej” zastąpiono zwrotem „bojownik polskiego ruchu oporu”.